# Made of Blood & Honey
Made of Blood & Honey – album francuskiej piosenkarki Amandy Lear wydany w 2000 roku.

## Ogólne informacje
Album jest składanką piosenek z płyt Uomini più uomini (1989), Cadavrexquis (1993), Alter Ego (1995) i Back in Your Arms (1998). Utwory "Enigma (Give a Bit of Mmh to Me)", "Blood and Honey", "Fabulous (Lover, Love Me)" i "Tomorrow" zostały tu zawarte w nowych wersjach z albumu Back in Your Arms. Na płycie znalazły się także trzy niepublikowane wcześniej nagrania.

## Lista utworów
1. „Enigma (Give a Bit of Mmh to Me)” – 4:23
2. „Blood and Honey” – 4:24
3. „Fabulous (Lover, Love Me)” – 4:03
4. „Angel Love” – 2:19
5. „What a Boy” – 3:30
6. „Love Me Love Me Blu” – 3:50
7. „Due” – 3:26
8. „Illibata” – 3:24
9. „Tomorrow” – 3:39
10. „Just a Gigolo” – 2:14
11. „C'est si bon” – 2:58
12. „Mellow Yellow” – 3:26
13. „Muscle Man” – 4:13
14. „Go Go Boy (When I Say Go)” – 3:31
15. „They're Coming to Take Me Away Ha Ha” – 2:41
16. „Alter Ego (Part 2)” – 2:07